# Historia ecclesiastica gentis Anglorum
Historia ecclesiastica gentis Anglorum és un llibre escrit per Beda al 731 que narra la història d'Anglaterra des del segle I fins al VIII, centrant-se en el paper de la religió. És coneguda per la quantitat de llegendes i tradicions que recull i per la defensa del món celta que realitza (compatible amb el cristianisme). Hi mostra una evident intenció política, per afavorir els interessos del regne de Northúmbria. És una de les fonts tradicionals per estudiar la mitologia germànica i la seva relació amb els déus celtes.